# Uvariodendron anisatum
Uvariodendron anisatum är en kirimojaväxtart som beskrevs av Bernard Verdcourt. Uvariodendron anisatum ingår i släktet Uvariodendron och familjen kirimojaväxter. IUCN kategoriserar arten globalt som sårbar. Inga underarter finns listade i Catalogue of Life.